# HMS M21
HMS M21 var en svensk minsvepare som byggdes på Norrköpings varv våren 1941 på samma ritningar som systerfartygen HMS M15 till och med HMS M26. M21 sjösattes i maj samma år och efter korta utprovningar levererades fartyget till flottan den 12 juni 1941. M21 har i likhet med systerfartygen används flitigt genom åren, i början som minsvepare, sedermera röjdykarfartyg och så småningom som navigationsövningsfartyg för kadetter. Fartyget moderniserades 1993 vid Öckerö varv genom en omfattande ombyggnad och i likhet med bland annat HMS M20 innebar detta bland annat en större styrhytt i aluminium samt nytt kyl- och brandsläckningssystem. 
Fartyget var det sista träfartyget som togs ur aktiv tjänst vid örlogsflottan då befälstecknet halades den 28 augusti 2007, efter drygt 66 års tjänstgöring. M 21 K-märktes av Statens Maritima museer våren 2010.
M21 är idag privatägd och ingår i Veteranflottiljen. M 21 är idag omdöpt till Minsveparen M 21 - SAGA med hemmahamn Gålöbasen.